# Lazy (přírodní rezervace)
Lazy jsou přírodní rezervace jižně od města Brumov-Bylnice v okrese Zlín. Oblast spravuje AOPK ČR Správa CHKO Bílé Karpaty. Důvodem ochrany je jedno z nejlépe zachovaných společenstev bělokarpatských přepásaných luk s výskytem ohrožených druhů rostlin, především orchidejí.